# 용두산공원
용두산공원(龍頭山公園)은 부산광역시 중구에 있는 공원으로 부산시설공단에서 관리하고 있다. 용두산으로 불리는 언덕이 공원이고, 정상에는 다이아몬드 타워가 있다.
부산 남부의 남포동에 인접하고, 공원으로 올라가는 길은 대청동에서 중앙성당으로 올라가는 길이 있고, 중앙동에서 부산호텔 근처에서 올라가는 계단이 있고, 광복동에서는 에스컬레이터로 올라갈 수 있다. 부산항이나 영도를 바라볼 수 있고 또 부산타워의 아래에는 이순신의 동상이 우뚝 솟아 있다.
옛 부산광역시 시청이 있던 자리가 용미산(龍尾山)으로 용의 꼬리에 해당하는 곳이었다.

## 역사

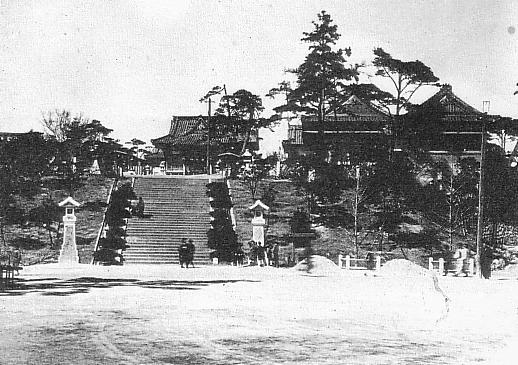
1930년경 용두산 공원 일본 신사

용두산은 조선시대에 초량소산(草梁小山), 송현산(松峴山)으로 일컬어졌고, 1876년 부산항 개항 후에는 소산(小山 ), 중산(中山) 등으로 불렸다. 용두산이란 이름이 처음 등장한 것은 1878년 일본 자료인 조선귀호여록(朝鮮歸好餘錄)에서다.
용두산은 조선시대 초량왜관의 중심에 있는 산으로 숲이 우거진 곳이었다. 소나무가 많아 송현산으로도 불렀다. 개항과 함께 일제강점기인 1915년 11월부터 1916년 6월 사이에 공원이 만들어졌으며, 산위의 정상은 2단으로 구분되었다.
조선시대 왜관 시절부터 일본인 거류자들이 만든 여러 신사가 세워져 있었다. 특히 정상에는 부산을 대표하는 신사인 용두산신사가 만들어져 있었으며, 1932년에는 용두산 신사 오른쪽에 옛 부산시청 자리에 있던 용미산신사까지 옮겨왔다. 용두산 공원 계단을 올라가면 신사 입구를 알리는 커다란 도리이도 있었다.
용두산 공원에서는 1916년 이후 각종 무술대회, 집회 등의 장소로 쓰였으며, 1933년 12월에는 일제 강점기 동안 가장 높은 일장기 게양대(102 척) 가 세워졌다. 당시 남포동으로 달리던 전차가 일본신을 모신 용두산 신사 앞을 지날 때면 전차 안의 승객들은 모두 일어서서 용두산을 향해서 큰절을 해야 했다.
용두산 신사는 신사참배를 강요한 1935년 이후 부산에서 일본인들의 중요한 거점이 되었으며, 광복한 지 3개월이 지났으나 멀쩡하게 남아 만주에서 귀환선을 타기 위해 부산으로 모여든 일본인들의 집결소로 쓰이고 있었다. 1945년 11월 17일 토요일 오후 6시 민영석(당시 36세)에 의해 불태워졌다.
노후화된 시설 및 정비를 위해 2008년에 민간자본을 통한 재창조 사업을 공모했으나, 주민들의 반대로 백지화하였다.

## 연혁
- 1940년 1월 3일: 용두산공원 고시
- 1957년: 12월 당시 대통령이였던 이승만의 호를 따서 우남공원으로 바꿈
- 1966년 2월 9일: 용두산공원으로 명칭 환원
- 1972년 6월 26일: 지방문화재 제25호로 지정
- 1993년 5월 22일: 지방문화재 제25호 해제
- 2004년 7월 1일: 부산광역시 시설관리공단에서 관리를 맡음[7]

## 주변 건물
용두산공원 주변에는 40계단, 광복동 BIFF거리, 부산근대역사관, 천주교 부산교구 중앙성당, 국제시장, 대한성공회 부산주교좌대성당, 한국은행 부산본부 건물 등이 있다.

## 갤러리

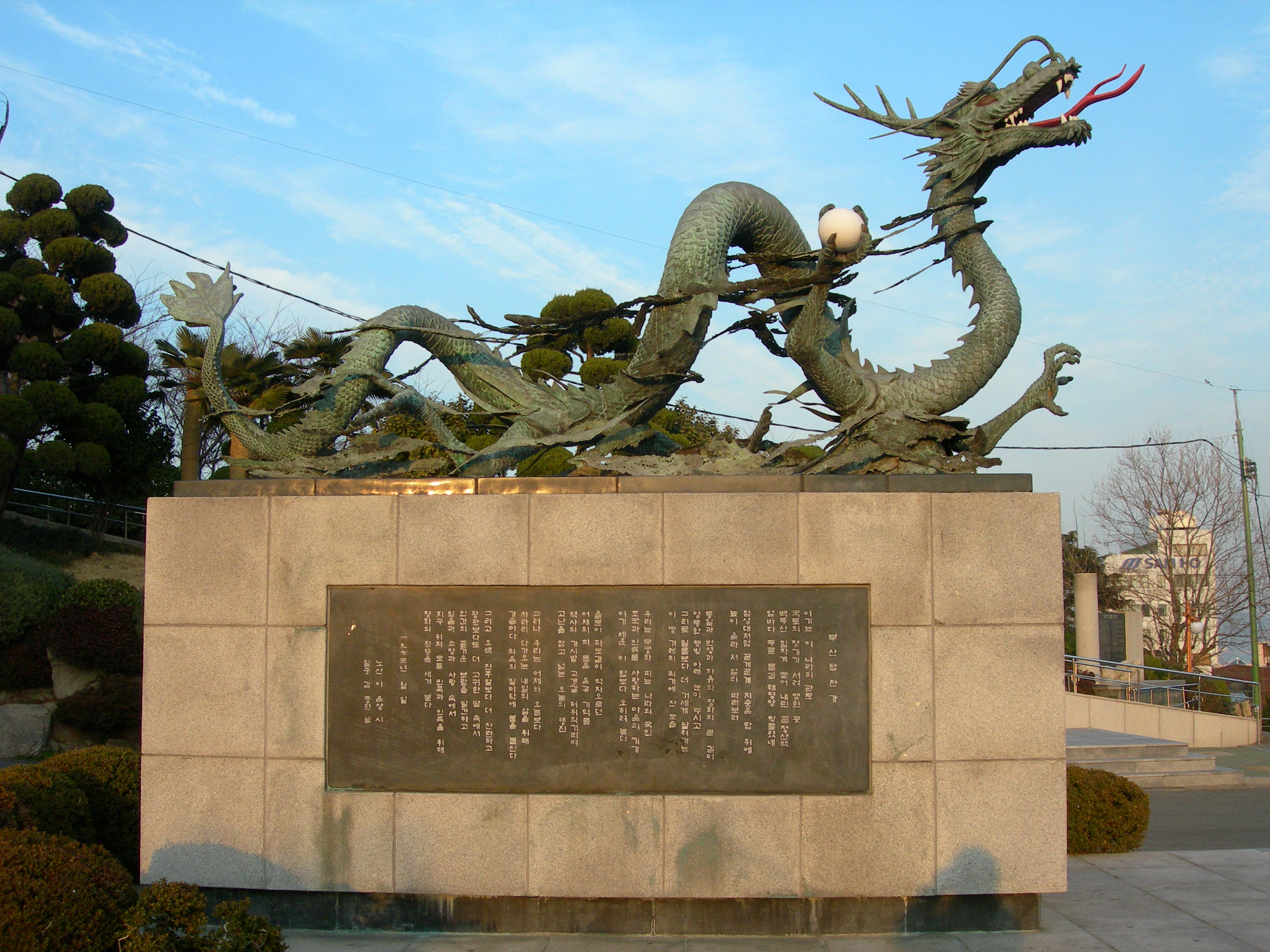
용탑